# Valentin Giraud Moine
Valentin Giraud Moine, né le 23 janvier 1992 à Gap, est un skieur alpin français spécialisé dans les épreuves de vitesse et licencié à Orcières.

## Carrière

### Parcours junior

#### 2007-2008
Valentin Giraud Moine fait ses premières apparitions sur le circuit FIS lors de la saison 2007-2008, à l'âge de seize ans. Son premier départ de la catégorie a lieu le 17 décembre 2007 pour un slalom à Montgenèvre dont il se classe 41e. En parallèle il continue d’évoluer sur le circuit français junior.

#### 2008-2009
La saison suivante en plus de ces courses il participe au festival olympique de la jeunesse européenne pour les épreuves de slalom et de slalom géant, mais ne finit aucune de ces épreuves. Cette saison 2008-2009 le voit aussi participer pour la première fois aux championnats de France sénior de Monts Jura pour les épreuves de super G (89e, slalom géant 47e et slalom (éliminé en première manche).

#### 2009-2010
Lors de la saison 2009-2010, il participe à ses premières manches de coupe d'Europe ; la première étant une descente aux Orres le 27 janvier 2010 dont il se classe 58e. Aux championnats de France des Menuires où il participe à quatre épreuves avec des résultats globalement en progression : 18e de la descente, 27e du super combiné, 24e du super G et éliminé de la seconde manche du slalom géant.

#### 2010-2011
La saison 2010-2011 le voit se hisser sur ses premiers podiums FIS, à domicile : les 19 et 20 janvier 2011 il se classe 2e du super G et 1er du slalom géant d'Orcières, sa station. Il récidive en février à Tignes (3e du super combiné et 2e de la descente) mais connait plus de difficulté en coupe d'Europe où il ne rentre jamais dans les cinquante premiers. Aux championnats de France il ne finit que les épreuves de vitesse de Tignes : 25e de la descente et 14e du super G.

#### 2011-2012
En 2012, il intègre ses premiers top 30 de coupe d'Europe (le premier étant lors d'une descente à Val d'Isère le 12 janvier, 19e) et même son premier top 10 à Sarentino lors du super G du 10 février (10e).
Valentin Giraud Moine conclut sa saison par son premier podium national en finissant 3e de la descente des championnats de France Elite de l'Alpe d'Huez le 27 mars 2012, et Champion de France Espoirs de Descente.

#### 2012-2013
La saison 2012-2013 est marquée par ses premiers championnats du monde junior, où il monte sur la troisième marche du podium de descente. Il se classe par ailleurs 8e du super G et 6e du slalom géant. Aux championnats de France de Peyragudes, il se classe 3e Espoirs du Super G, et surtout remporte le titre Espoirs de Descente (en terminant 5ème de la course Elite).

### Débuts en Coupe du monde

#### 2013-2014
Valentin Giraud Moine intègre l'équipe de France A lors de la saison 2013-2014. Il prend son premier départ de coupe du monde le 30 novembre 2013 pour la descente de Lake Louise (qu'il ne finit pas). Il prend part à l'intégralité des départs de coupe du monde de descente et de super G de la saison (hors finales) mais n'est pas retenu pour les jeux olympiques de Sotchi. Sur ces quatorze courses (huit descentes, quatre super G et deux combinés) il parvient à rentrer dans les points sept fois, ce qui est un très bon ratio pour une première saison. Il rentre pour la première fois dans les trente le 20 décembre 2013 lors du super G de Val Gardena avec une 26e place et réalise son meilleur résultat de la saison le 26 janvier 2014 à Kitzbühel en se classant 18e. Cette saison est donc aussi celle de ses premiers classements de coupe du nonde : 21e en combiné avec 17 points, 39e en descente avec 22 points, 40e en super G avec 12 points et 87e au classement général avec 51 points.

Après des championnats de France médiocre (11e et 14e) il participe aux championnats nationaux italiens à Santa Caterina. Il chute à la réception d'un saut lors de la descente et souffre d'une rupture du ligament croisé antérieur du genou droit
.

#### 2014-2015
Cette grave blessure le prive du début de saison 2014-2015. Il est de retour en compétition fin décembre avec les descentes de Val Gardena puis Santa Caterina (sur la piste de sa blessure). En huit départs de coupe du monde, il ne marque aucun point dans la saison, échouant d'une place (et cinq centièmes) lors de la descente de Garmisch-Partenkirchen du 28 février 2015. Il conclut cette saison par une 4e place aux championnats de France de Serre Chevalier, en super G.

### Premiers podiums

#### 2015-2016
Pour la saison 2015-2016, il est titulaire en équipe de France A pour les épreuves de descente - ne manquant que la seconde manche à Beaver Creek - et après un début de saison délicat, ce sont encore les pistes italiennes qui lancent sa saison puisqu'il finit deux fois dans les points en décembre à Val Gardena puis Santa Caterina.

L'année 2016 commence par une 14e place lors du combiné de Wengen (le 15 janvier 2016), alors son meilleur résultat dans la discipline. Il marque un peu le pas (mais aucun point) lors des w-end autrichien et allemand de Kitzbühel et Garmisch-Partenkirchen avant d'enchainer les bons résultats : quatre fois dans les points à Jeongseon et Chamonix avec notamment une 12e place lors du super G coréen (et son meilleur résultat dans la discipline à cette date et à ce jour).

La consécration arrive en fin de saison avec son premier podium de coupe du monde à Kvitfjell lors de la descente (le 12 mars 2016) : 2e à 20 centièmes de Dominik Paris. Le résultat est d'autant plus remarquable que c'est également son premier top 10 et témoigne d'une progression rapide. Sa bonne saison en descente lui ouvre pour la première fois les portes des finales de la spécialités, et il signe à Saint-Moritz son second top 10 de la saison avec une 7e place. Ce résultat lui permet de finir la saison à la 20e place du classement de coupe du monde de descente avec 171 points, cinquième français juste derrière David Poisson (19e avec 173 points).

Il conclut sa saison aux championnats de France avec un premier titre national en descente,.

#### 2016-2017
Le début de la saison de vitesse est fortement perturbé par des conditions météorologiques et d'enneigement difficiles. Quatre des six premières épreuves de descente de la saison sont annulées,et deux des cinq super-G. Sur ces seules cinq courses en trois mois, auxquelles s'ajoutent deux combinés, Valentin Giraud Moine signe d'abord un top 10 lors de la descente de Val-d'Isère (10e) puis à la fin de l'année une 9e place lors du combiné ne Santa Caterina, enchainée par une 4e place à celui de Wengen. La 21 janvier pour ce qui n'est que la troisième descente de la saison il monte sur son deuxième podium de coupe de monde en décrochant la seconde place de la mythique descente de Kitzbühel. Il termine à 21 centièmes du vainqueur, l'italien Dominik Paris, et 12 centièmes devant le troisième, son compatriote Johan Clarey. Le 27 janvier, il se blesse lors de la descente de Garmisch-Partenkirchen et est atteint de luxations aux deux genoux. La durée de sa convalescence l'empêche de pouvoir espérer participer aux Jeux olympiques d'hiver de 2018.

### Reconstruction
La saison 2017-2018 est donc une saison blanche où il ne prend part à aucune compétition et se consacre à sa rééducation et sa réathlétisation,.

#### 2018-2019
Après une saison loin des pistes et de la compétition Valentin Giraud Moine est de retour sur des skis et en équipe de France. Il est au départ des premières descentes de la saison du circuit mondial : Lake Louise, Beaver Creek et Val Gardena, mais il ne parvient pas à faire mieux qu'une 46e place. Lors des suivantes, Bormio Wengen et Kitzbühel, ils ne passe pas le cap des sélections internes à l'équipe de France (lors des entrainements de ces descentes, mais marque néanmoins ses premiers points mondiaux de la saison lors du combiné de Wengen (24e).  Il termine la saison sur les circuits européen et FIS, n'intégrant plus l'équipe de France A.

#### 2019-2020
Il commence la saison 2019-2020 dans le groupe A, mais sans en être titulaire et il joue sa place lors des entrainements. En parallèle il s'engage aussi en coupe d'Europe avec l'objectif de se classer dans les trois premiers du classement de descente pour bénéficier d'une place nominative en coupe du monde pour la saison suivante. Il remporte finalement ce classement. Le 7 mars à la fin de la saison (écourtée en raison de la pandémie de maladie à coronavirus de 2019-2020) il se classe 27e de la descente de Kvitfjell et marque ainsi ses premiers points mondiaux en descente depuis plus de trois ans.

#### 2021-2022
Le 8 septembre 2021, il met un terme à sa carrière.
En 2022, il sert de guide pour le skieur alpin malvoyants Hyacinthe Deleplace aux Jeux paralympiques d'hiver de 2022 avec qui il remporte la médaille de bronze de la descente lors du premier jour des Jeux.

## Palmarès

### Coupe du monde
- Meilleur classement général : 44e en 2017.
- Meilleur classement de descente : 20e en 2016.
- Meilleur classement de super G: 38e en 2016.
- Meilleur classement de super combiné : 21e en 2014.
- Meilleur classement sur une épreuve de Coupe du monde de descente : 2e en 2016 à Kvitfjell et en 2017 à Kitzbühel.
- Meilleur résultat sur une épreuve de Coupe du monde de super G : 12e en 2016 à Jeongson.
- Meilleur résultat sur une épreuve de Coupe du monde de super combiné : 4e en 2017 à Wengen
- 2 podiums.

#### Classements
| Saison / Épreuve | Saison / Épreuve | Général | Général | Descente | Descente | Slalom | Slalom | Slalom géant | Slalom géant | Super G | Super G | Combiné | Combiné |
| ---------------- | ---------------- | ------- | ------- | -------- | -------- | ------ | ------ | ------------ | ------------ | ------- | ------- | ------- | ------- |
| Saison / Épreuve | Saison / Épreuve | Class.  | Points  | Class.   | Points   | Class. | Points | Class.       | Points       | Class.  | Points  | Class.  | Points  |
| 2014             | 2014             | 87e     | 51      | 39e      | 22       | -      | -      | -            | -            | 40e     | 12      | 21e     | 17      |
| 2015             | 2015             | -       | -       | -        | -        | -      | -      | -            | -            | -       | -       | -       | -       |
| 2016             | 2016             | 47e     | 224     | 20e      | 171      | -      | -      | -            | -            | 38e     | 22      | 22e     | 31      |
| 2017             | 2017             | 44e     | 185     | 21e      | 106      | -      | -      | -            | -            | -       | -       | 7e      | 79      |
| 2019             | 2019             | 142e    | 7       | -        | -        | -      | -      | -            | -            | -       | -       | 36e     | 7       |

### Championnats du monde junior
- Québec 2013 :
  -  Médaille de bronze en descente.

### Championnats de France

#### Elite
- Champion de France de descente en 2016.

#### Jeunes
4 titres de Champion de France dont :
- Champion de France Junior de descente en 2012 et 2013.
- 3e aux Championnats de France Junior de super G en 2013.

## Distinctions
- 2022 :  Chevalier de l'ordre national du Mérite [23]